# Белшоара
Белшоара (рум. Bălșoara) — село у повіті Вилча в Румунії. Входить до складу комуни Медуларі.
Село розташоване на відстані 158 км на захід від Бухареста, 51 км на південний захід від Римніку-Вилчі, 45 км на північний схід від Крайови.

## Населення
За даними перепису населення 2002 року у селі проживали 362 особи, усі — румуни. Усі жителі села рідною мовою назвали румунську.